# Alessandro Rossi (bispo de Parma)
Alessandro Rossi (1555–1615) foi um prelado católico romano que serviu como Bispo de Parma (1614–1615) e Bispo de Castro del Lazio (1611–1614).

## Biografia
Alessandro Rossi nasceu em 1555. No dia 31 de janeiro de 1611, foi nomeado durante o papado de Paulo V como Bispo de Castro del Lazio. A 24 de fevereiro de 1611, foi consagrado bispo por Carlo Conti (cardeal), bispo de Ancona e Numana, com Alessandro Guidiccioni, bispo de Lucca, e Giovanni Ambrogio Caccia, bispo emérito de Castro del Lazio, servindo como co-consagradores. No dia 9 de julho de 1614 foi nomeado, novamente durante o papado de Paulo V, como Bispo de Parma. Rossi serviu como Bispo de Parma até à sua morte a 24 de março de 1615.